# Hôtel de Clermont-Tonnerre (Châtillon-sur-Seine)
El hôtel de Clermont-Tonnerre  es la antigua capilla de un convento de Ursulinas convertida en un hôtel particulier en el siglo XVIII en 'Châtillon-sur-Seine. Está situado en el número 35 de la rue du Bourg-à-Mont y al ser propiedad privada no puede ser visitado.

## Historia
La primera piedra de la capilla del convento de las Ursulinas, consagrada en 1640, fue colocada por la Reina de Francia Ana de Austria en 1630.
Asolada por un incendio a mediados del siglo XVIII, se convirtió en una vivienda burguesa, ocupada y requisada por los Ulanos en 1870, el escultor Roger de Villiers nació allí en 1885.
Está catalogado como Monumento Histórico en su totalidad, incluidos sus elementos destacables de su aspecto exterior, el balcón y las columnas de la fachada este, el muro de la capilla sur que contiene un estanque litúrgico, el porche y las escaleras, el portal y los muros de media luna en la calle y el suelo del jardín y el muro de la cerca por orden del 8 de febrero de 2001.

## Muebles
La decoración del gran salón del primer piso data de 1848.